# Бородачёв, Николай Александрович
Николай Александрович Бородачёв  (9 января 1901,  с. Досчатое,  Владимирская губерния,  Российская империя — 20 октября 1962, Москва,  СССР) —  советский  учёный в области приборостроения, артиллерийского и авиационного вооружения,  член-корреспондент Академии артиллерийских наук (14.04.1947), доктор технических наук (1946), профессор (1950), инженер-подполковник (1944).

## Биография
Родился 9 января 1901 года в селе  Досчатое, ныне  в городском округе города Выкса Нижегородской области. Русский.  В 1918 году окончил Рыбинское коммерческое училище средней школы и стал работать делопроизводителем волостного отдела народного образования в с. Работки Нижегородской губернии. С февраля 1919 года - счетовод Волжской транспортной комиссии в Нижнем Новгороде и одновременно учился в Нижегородском политехническом институте.
С января 1920 года - курсант школы зенитной артиллерии в Нижнем Новгороде. С мая 1920 года - артиллерийский техник управления формирования зенитных батарей и по совместительству лектор в школе стрельбы по воздушному флоту С февраля 1921 года - начальник технической части управления формирования зенитных батарей. С августа 1921 года - начальник канцелярии, для поручений при помощнике начальника Управления артиллерии особого назначения по зенитной артиллерии. С мая 1922 года - начальник зенитного отделения Главного артиллерийского управления РККА. С ноября 1923 года - в Артиллерийском комитете ГАУ: младший артиллерийский инженер, с февраля 1924 года - старший инженер, с июня 1924 года - постоянный член 3-й секции комитета. В 1924 году сдал экстерном экзамены за курс факультета вооружения Артиллерийской академии им. Ф. Э. Дзержинского. В августе-октябре 1927 года был в служебной командировке в Германии, Голландии, Австрии по приемке технического имущества. С января 1930 года - председатель секции Артиллерийского комитета ГАУ. В ноябре 1930 года откомандирован в Главное военно-промышленное управление ВСНХ и назначен на завод «Электроприбор» в городе Ленинграде вначале руководителем сухопутных заказов, а затем заместителем технического директора завода. С августа 1933 года начальник технического отдела завода «ЗАТЭМ» в Москве. С сентября 1934 года - инженер, а с декабря 1936 года - начальник конструкторского исследовательского бюро Артиллерийского научно-исследовательского института РККА. В ноябре 1937 года уволен в запас для разработки своих изобретений при Отделе военных изобретений Наркомата обороны СССР. 
С марта 1938 года - старший инженер завода № 217 Наркомата вооружения СССР в Москве. С августа 1943 года - старший научный сотрудник Отдела точной механики Института машиноведения Академии наук СССР. С апреля 1950 года - старший научный сотрудник Отдела теории вероятностей и математической статистики Математического института Академии наук СССР. С 1959 года - старший научный сотрудник Института машиноведения Академии наук СССР. 
Одновременно вел с 1921 года научно-педагогическую деятельность. Преподавал технические дисциплины и тактику ПВО в ряде военно-учебных академий (Артиллерийской, Военно-воздушной, Общевойсковой, Военной электротехнической) и специальных факультетов высших технических учебных заведений (МВТУ, ЛЭТИ, Московском авиационном институте). С сентября 1949 года  по июль 1952 года - заведующий кафедрой авиационных прицелов Московского авиационного института по совместительству.
Крупный специалист в области приборостроения, артиллерийского и авиационного вооружения. Автор более 100 научных трудов и изобретений. Разработал дистанционный зенитный пулеметный прицел (1929), прибор управления огнем зенитной артиллерии «Вест», принятый на вооружение в 1932 году. Изобрел командирский планшет зенитной артиллерии (1927), высотомерный планшет зенитной артиллерии образца 1927 года. Являлся одним из основных разработчиков модернизации 76-мм зенитной пушки образца 1915 года (образец 1915/1928 г.), который был на серийном производстве и вооружении несколько лет. Много внимания уделял разработке общей теории рационального проектирования и расчета элементов вооружения (боевой эффективности, точности, технологичности, экономичности и т. д.), а также определения путей усовершенствования вооружения авиации (пушечного, бомбардировочного, торпедного). Разработал общую теорию распределения производственных погрешностей, образованных по схеме суммы, получил решения, развивающие применительно к техническим задачам идеи русской классической школы теории вероятностей, разработал теоретико-вероятностные методы расчета допусков и точности размерных и кинематических цепей, развил методы технико-экономической оценки качества конструкций и технологии.
Умер 20 октября 1962 года. Похоронен в Москве.

## Основные работы
- О видах воздушной обороны // Техника и снабжение Красной армии. 1922. № 2;
- Защита тыла. М.: ГВИЗ, 1924. 151 с. (переведена на турецкий язык и издана Главным управлением Генерального штаба Турции в 1925 г.);
- Материальная часть 76-мм зенитных пушек образца 1914-1915 гг. (Устав). М.: ГВИЗ, 1924. 242 с.;
- Борьба полевых войск с воздушным флотом // Военная мысль и революция. 1924. Кн. IV;
- Правила стрельбы по воздушным целям из 75-мм пушек образца 1900 г. с простейшими приборами (Устав). М.: ГВИЗ, 1925. 132 с.;
- Воздушная оборона. Воздушный справочник. Т. 2. М.: Авиаиздательство, 1926. 90 с.;
- Техника воздушной обороны. М.: Госиздат, 1927. 176 с.;
- Правила стрельбы для батарей зенитной артиллерии, вооруженных 76-мм орудиями. М.: «Военный вестник», 1928. 64 с.;
- Об установлении нормальной системы зенитного вооружения (о выборе баллистических заданий для проектирования новых зенитных орудий). М.: Артиллерийский комитет, 1928. 100 с.;
- Тактика воздушной обороны. 2-е изд. М.: Госиздат, 1929. 260 с.;
- О принципиальных основах теории вероятностей (связь с марксизмом-ленинизмом). М., 1939.104 с.;
- Системы формул для определения суммарного рассеивания при воздушной стрельбе. М., 1940. 344 с.;
- Применение вероятностного анализа при проектировании элементов вооружения (анализ боевой эффективности). М., 1940. 50 с.;
- Технологический анализ при проектировании элементов вооружения. М., 1940. 64 с.;
- Зависимость эффективности воздушной стрельбы от скорости цели (влияние скорости цели на вероятность попадания) // Вестник воздушного флота. 1940. № 3;
- Сравнительная эффективность пушечного и пулеметного вооружения истребителей//Вестник воздушного флота. 1940.№ 11,12;
- Теоретические и практические значения характеристик кривых распределения размеров деталей по полю допуска. М., 1941.107 с.;
- Исследование ошибок от эксцентриситетов шкал и зубчатых колес. М., 1942. 187 с.;
- Ошибки от эксцентриситета зубчатых секторов. М., 1942. 193 с.;
- Исследование ошибок от торцевого биения. М., 1942. 61 с.;
- Сопоставление различных методов расчета допусков и инструментальных ошибок. М., 1942. 72 с.;
- Основные правила расчета допусков и инструментальных ошибок. М., 1942. 56 с.;
- Обоснование методики расчета допусков и ошибок кинематических цепей. Часть 1. Простые скалярные ошибки. М.: АН СССР, 1943. 86 с.;
- Система технико-экономических характеристик качества конструкции и технологии. М., 1943. 57 с.;
- О методах расчета допусков размерных и кинематических цепей // Вестник машиностроения. 1945. № 11, 12;
- Обоснование методики расчета допусков и ошибок размерных и кинематических целей. Часть 2. Векторные ошибки. Связанные ошибки. Влияние регулировок. М.: АН СССР, 1946.225 с.;
- Анализ качества и точности производства. М.: Машгиз, 1946.260 с.;
- Основные вопросы теории точности производства. М.-Л.: АН СССР, 1950. 416 с.;
- Об одной задаче теории статистических методов контроля // Вестник Ленинградского университета. 1955. № 11. С. 79-97;
- Расчетные методы выявления резервов производительности и точности производства в точном машиностроении и приборостроении // Труды Московского авиационного института. Вып. 116.1959. С. 13-67;
- Точность производства в машиностроении и приборостроении / Под ред. Гаврилова А. Н. М.: Машиностроение, 1973. 567 с. (Соавторы Абдрашитов Р. М., Веселова И. М. и др.).